# Jindai Moji

Woshite-Jindai-Moji aus Keikōs Wajikō von 1793

Jindai Moji (jap. 神代文字, auch: Kamiyo Moji, dt. „Buchstaben des Götterzeitalters“) bezeichnet Buchstaben einer Schrift, die vor Einführung der chinesischen Schrift in Japan verwendet worden sein soll.
Die ältesten Belege für chinesische Schriftzeichen in Japan stammen aus dem Jahr 57. Die Kanji mit ihrem chinesischen Ursprung sollen sei spätestens dem 5. Jahrhundert n. Chr. in Verwendung sein. Nachdem die Theorie der Jindai Moji als ältere, originär-japanische Schrift von Arai Hakuseki (1657–1725) während der Edo-Zeit propagiert wurde, bezweifelten Gelehrte wie Kaibara Ekken, Dazai Shundai, Kamo no Mabuchi, Motoori Norinaga und Tō Teikan deren Existenz, während Hirata Atsutane die Theorie unterstützte. Im Buch Kana no Motosue (仮字本末) von Ban Nobutomo (1773–1846) wird die Theorie der Jindai Moji widerlegt und die Schrift als Fälschung aus späterer Zeit bezeichnet. Japanische Nationalisten propagierten jedoch weiter den nationalen Mythos der Jindai Moji, um die vermeintliche ethnische Überlegenheit der Japaner über andere asiatische Kulturen zu untermauern. Nach der Meiji-Zeit wurde in der akademischen Welt Japans mangels Beweisen kaum mehr die Theorie der Jindai Moji vertreten. Auf dem Höhepunkt des japanischen Nationalismus vor dem Zweiten Weltkrieg wurden gefälschte Schriften wie die Jindai Moji auch wieder in akademischen Büchern über die Geschichte der Schriften erwähnt, ohne den fragwürdigen Ursprung deutlich zu machen.
Das Hauptargument gegen Jindai Moji ist, dass in diesen nur 5 Vokale verwendet werden, obwohl es das 5-Vokal-System erst seit dem späten Klassischjapanisch der Heian-Zeit (794–1185) gibt. Die Zeichen finden sich in verschiedenen Shintō-Schreinen, einschließlich des Ise-Schreins, und bei Shintō-Zeremonien und -Amuletten.
Einige Fassungen, insbesondere die Ahiru Moji (阿比留文字) aus dem 18. Jahrhundert, sind Kopien oder Varianten der koreanischen Hangeul. Andere sind eher piktografisch oder ähneln Runen.
In moderner Zeit wurden die Jindai Moji von vereinzelten koreanischen Historikern als Indiz für die hypothetische Garimto-Schrift (가림토) angeführt. Diese soll die gemeinsame Grundlage der Jindai Moji und der Hangeul sein. Diese Theorie wird jedoch ebenso von der Fachwelt als haltlos zurückgewiesen.